# Klinální variabilita

Schéma klinální variability dvou idealizovaných taxonů. Úroveň fenotypové změny je demonstrována sklonem přímky

Klinální variabilita je gradient v míře vyjádření určitého fenotypového znaku konkrétního organismu napříč areálem rozšíření tohoto organismu. Například pokud jedinci druhu X vykazují v sousedních populacích plynulý trend zvětšování tělesné velikosti, jde o klinální variabilitu. Klinální variabilita vzniká v důsledku různorodých mechanismů, jimiž mohou být souvztažné gradienty přirozeného prostředí působící jako selekční tlak (např. zvyšující se průměrná teplota selektující výraznější projev konkrétního fenotypového znaku), gradient v hustotě populací konkurenčních druhů nebo hybridizace mezi dvěma druhy v hybridních zónách.
Klinální variabilitu může vykazovat větší množství znaků konkrétního druhu, příslušné gradienty ale nemusí být souvztažné; znak A se např. může měnit ve směru sever → jih, znak B ale ve směru východ → západ. Klinální variabilita se může objevovat na rozsáhlých územích přesahujících svými vzdálenostmi stovky či tisíce kilometrů, ale stejně tak i v menších prostorových měřítcích; například zvyšující se rezistence rostlin v gradientu zvyšujícího se množství kontaminantů může být pozorovatelná ve vzdálenostech pouhých několika desítek metrů. Pozorovaná změna fenotypu může být pozvolná, anebo více či méně přerušovaná. Pozoruhodným případem klinální variability jsou prstencové druhy, jež označují situaci, kdy druh způsobem svého šíření začne opisovat kružnici. Postupně vzniknuvší variabilita může vyústit do situace, kdy v místě, v němž by se měla kružnice „uzavřít“, již nedochází ke genovému toku mezi koncovými populacemi.
Pokud konkrétní selekční tlak působí shodně na populace většího množství různých druhů, může dojít k nezávislému vzniku klinální variability ve znaku na tento selekční tlak reagujícím. Jeden z podobných evolučních trendů představuje například Bergmannovo pravidlo, které říká, že teplokrevní živočichové zvětšují svou tělesnou velikost směrem k chladnějším oblastem.